# آنالوگ ساختاری
در شیمی، آنالوگ ساختاری یا آنالوگ شیمیایی یا آنالوگ یعنی ترکیب شیمیایی که ساختاری همانند ترکیبی دیگر داشته باشد اما در برخی اجزای مشخص با دیگری متفاوت باشد.
دو ترکیب می‌توانند در اتم، گروه عاملی یا زیرساختارها در حد یک مورد یا بیشتر با هم متفاوت باشند که با اتم، گروه عاملی یا زیرساختار دیگر جایگزین می‌شود.
ممکن است آنالوگ‌های ساختاری از نظر شیمیایی بسیار شبیه باشند اما می‌توانند از دیدگاه فیزیکی، بیوشیمیایی و دارویی بسیار متفاوت باشند.